# Kurt Blome
Kurt Blome (ur. 31 stycznia 1894 w Bielefeld, zm. 10 października 1969 w Dortmundzie) – lekarz mikrobiolog i naukowiec niemiecki. Polityk, wysokiej rangi członek NSDAP, poseł do Reichstagu.
Po zdaniu matury w 1912 rozpoczął on studia medyczne na uniwersytetach w Göttingen, Munster, Gießen oraz w Rostocku. Następnie jako ochotnik wziął udział w I wojnie światowej, po zakończeniu której ukończył swoje studia. W 1919 roku był on członkiem freikorpsu Marine-Brigade Ehrhardt oraz Organizacji Consul, w szeregach których brał udział w puczu Kappa-Lüttwitza, później w 1920 roku podjął studia doktoranckie ukończone w roku następnym z tytułem doktora medycyny. Następnie pracował jako asystent w Instytucie Dermatologicznym na Uniwersytecie w Rostocku, w tym samym czasie był też członkiem NSDAP, DNVP oraz SA, a także przejściowo Landtagu w Mecklemburgi-Schwerin. Po dojściu nazistów do władzy pracował w biurze niemieckiego Czerwonego Krzyża, a w roku 1939 został mianowany zastępcą przewodniczącego Narodowosocjalistycznego Związku Lekarzy, od tego roku pozostawał też członkiem Reichstagu. W czasie II wojny światowej prowadził badania nad bronią bakteriologiczną w Zentralinstitut für Krebsforschung. Eksperymentował z uśmiercaniem więźniów obozu Auschwitz-Birkenau przy użyciu sarinu. Sądzony, a następnie uniewinniony w Norymberdze.
Uważa się, że od szubienicy uratowała go amerykańska interwencja, gdyż krótko po procesie został przeniesiony do Camp David w stanie Maryland w ramach operacji Paperclip, gdzie od 1951 pracował dla Korpusu Wojsk Chemicznych nad bronią biologiczną i chemiczną.